# Lista de membros do elenco de Homem-Aranha no cinema
Homem-Aranha é um super-herói fictício criado por Stan Lee e Steve Ditko na década de 1960. Ao longo das décadas seguintes, o universo do personagem recebeu diversas adaptações ao cinema, totalizando oito filmes de longa-metragem em live-action lançados entre 2002 e 2021. Nicholas Hammond foi o primeiro intérprete de Peter Parker ao estrelar a série televisiva The Amazing Spider-Man e os subsequentes filmes televisivos Spider-Man (1977), Spider-Man Strikes Back (1978) e Spider-Man: The Dragon's Challenge (1981).
No fim da década de 1990, com a efervescência de filmes de super-heróis, a Columbia Pictures investiu na produção de trilogia de filmes do personagem dirigida por Sam Raimi e estrelada por Tobey Maguire como personagem-título, acompanhado por J. K. Simmons como J. Jonah Jameson, James Franco como Harry Osborn, Willem Dafoe como Norman Osborn e Kirsten Dunst como Mary Jane Watson. Na sequência, Spider-Man 2 (2004), o elenco principal é acrescido de Alfred Molina como o antagonista principal Otto Octavius. Por sua vez, Topher Grace, Thomas Haden Church e Bryce Dallas Howard co-estrelam Spider-Man 3 (2007) nos papéis de Eddie Brock, Homem-Areia e Gwen Stacy, respectivamente.
A partir de 2012, o personagem recebe uma nova adaptação cinematográfica, The Amazing Spider-Man, estrelada por Andrew Garfield no papel principal, Sally Field como May Parker, Emma Stone como Gwen Stacy. No segundo filme desta duologia, The Amazing Spider-Man 2 (2014), o elenco conta também com Jamie Foxx como o antagonista Electro, Felicity Jones como Gata Negra e uma nova versão de Harry Osborn (vivida por Dane DeHaan). 
Tom Holland interpreta outra versão do personagem relacionada ao Universo Cinematográfico Marvel, que inclui uma trilogia co-produzida pela Columbia Pictures em parceria com a Marvel Studios e compreende os filmes Spider-Man: Homecoming (2017), Spider-Man: Far From Home (2019) e Spider-Man: No Way Home (2021). Além de Holland, o elenco conta ainda com Jon Favreau como Happy Hogan, Tony Revolori como Flash Thompson, Marisa Tomei como May Parker e Michael Keaton e Jake Gyllenhaal como os antagonistas Abutre e Mystério, respectivamente. Esta trilogia também inclui as participações especiais de Samuel L. Jackson e Robert Downey Jr. como Nick Fury e Tony Stark, seus respectivos personagens nos filmes produzidos para o Universo Cinematográfico Marvel devido ao cruzamento das narrativas de ambos os ramos cinematográficos. Da mesma forma, Holland também integra o elenco dos filmes: Captain America: Civil War (2016), Avengers: Infinity War (2018) e Avengers: Endgame (2019); além de um participação não-creditada em Venom: Let There Be Carnage (2021). 
Shameik Moore estrela o filme animado Spider-Man: Into the Spider-Verse (2018) como voz de Miles Morales (uma das encarnações de Homem-Aranha), acompanhado de Hailee Steinfeld, Jake Johnson e Oscar Isaac nos respectivos papéis de Mulher-Aranha, Peter B. Parker e Miguel O'Hara. O quarteto protagonista reprisa seus respectivos papéis nas sequências Spider-Man: Across the Spider-Verse (2022) e Spider-Man: Beyond the Spider-Verse.

## Elenco de Homem-Aranha

### Filmes emlive-action
| Personagem                   | Filme             | Filme               | Filme               | Filme                         | Filme                           | Filme                         | Filme                            | Filme                          |
| Personagem                   | Spider-Man (2002) | Spider-Man 2 (2004) | Spider-Man 3 (2007) | The Amazing Spider-Man (2012) | The Amazing Spider-Man 2 (2014) | Spider-Man: Homecoming (2017) | Spider-Man: Far From Home (2019) | Spider-Man: No Way Home (2021) |
| ---------------------------- | ----------------- | ------------------- | ------------------- | ----------------------------- | ------------------------------- | ----------------------------- | -------------------------------- | ------------------------------ |
| Liz Allen                    |                   |                     |                     |                               |                                 | Laura Harrier                 | Laura Harrier                    | Laura Harrier                  |
| Sally Avril Ave Azul         |                   |                     |                     | Kelsey Chow                   | Kelsey Chow                     |                               |                                  |                                |
| Mr. Aziz                     |                   | Aasif Mandvi        |                     |                               |                                 |                               |                                  |                                |
| Henry Balkan                 | Jack Betts        |                     |                     |                               |                                 |                               |                                  |                                |
| Betty Brant                  | Elizabeth Banks   | Elizabeth Banks     | Elizabeth Banks     |                               |                                 |                               |                                  |                                |
| Eddie Brock, Jr. Venom       |                   |                     | Topher Grace        |                               |                                 |                               |                                  | Tom Hardy                      |
| Dennis Carradine             | Michael Papajohn  |                     | Michael Papajohn    |                               |                                 |                               |                                  |                                |
| Curt Connors Lagarto         |                   | Dylan Baker         | Dylan Baker         | Rhys Ifans                    |                                 |                               |                                  | Rhys Ifans                     |
| Aaron Davis                  |                   |                     |                     |                               |                                 | Donald Glover                 |                                  |                                |
| Maxwell Dillon Electro       |                   |                     |                     |                               | Jamie Foxx                      |                               |                                  |                                |
| Sr. Ditkovitch               |                   | Elya Baskin         | Elya Baskin         |                               |                                 |                               |                                  |                                |
| Ursula Ditkovitch            |                   | Mageina Tovah       | Mageina Tovah       |                               |                                 |                               |                                  |                                |
| Maximilian Fargas            | Gerry Becker      |                     |                     |                               |                                 |                               |                                  |                                |
| Gustav Fiers                 |                   |                     |                     | Michael Massee                | Michael Massee                  |                               |                                  |                                |
| Felicia Hardy Gata Negra     |                   |                     |                     |                               | Felicity Jones                  |                               |                                  |                                |
| Anne Marie Hoag              |                   |                     |                     |                               |                                 | Tyne Daly                     |                                  |                                |
| Ted Hoffman                  | Ted Raimi         | Ted Raimi           | Ted Raimi           |                               |                                 |                               |                                  |                                |
| Happy Hogan                  |                   |                     |                     |                               |                                 | Jon Favreau                   | Jon Favreau                      | Jon Favreau                    |
| Bernard Houseman             | John Paxton       | John Paxton         | John Paxton         |                               |                                 |                               |                                  |                                |
| John Jameson                 |                   | Daniel Gillies      |                     |                               |                                 |                               |                                  |                                |
| J. Jonah Jameson             | J. K. Simmons     | J. K. Simmons       | J. K. Simmons       |                               |                                 | J. K. Simmons                 | J. K. Simmons                    | J. K. Simmons                  |
| Ashley Kafka                 |                   |                     |                     |                               | Marton Csokas                   |                               |                                  |                                |
| Ned Leeds                    |                   |                     |                     |                               |                                 | Jacob Batalon                 | Jacob Batalon                    | Jacob Batalon                  |
| Emma Marko                   |                   |                     | Theresa Russell     |                               |                                 |                               |                                  |                                |
| Flint Marko Homem-Areia      |                   |                     | Thomas Haden Church |                               |                                 |                               |                                  |                                |
| Penny Marko                  |                   |                     | Perla Haney-Jardine |                               |                                 |                               |                                  |                                |
| Donald Menken                |                   |                     |                     |                               | Colm Feore                      |                               |                                  |                                |
| Bonesaw McGraw               | Randy Savage      |                     |                     |                               |                                 |                               |                                  |                                |
| Otto Octavius Doutor Octopus |                   | Alfred Molina       |                     |                               |                                 |                               |                                  | Alfred Molina                  |
| Rosalie Octavius             |                   | Donna Murphy        |                     |                               |                                 |                               |                                  |                                |
| Harry Osborn                 | James Franco      | James Franco        | James Franco        |                               | Dane DeHaan                     |                               |                                  |                                |
| Norman Osborn Duende Verde   | Willem Dafoe      | Willem Dafoe        | Willem Dafoe        |                               | Chris Cooper                    |                               |                                  |                                |
| Ben Parker                   | Cliff Robertson   | Cliff Robertson     | Cliff Robertson     | Martin Sheen                  |                                 |                               |                                  |                                |
| Mary Parker                  |                   |                     |                     | Embeth Davidtz                | Embeth Davidtz                  |                               |                                  |                                |
| May Parker                   | Rosemary Harris   | Rosemary Harris     | Rosemary Harris     | Sally Field                   | Sally Field                     | Marisa Tomei                  | Marisa Tomei                     | Marisa Tomei                   |
| Peter Parker Homem-Aranha    | Tobey Maguire     | Tobey Maguire       | Tobey Maguire       | Andrew Garfield               | Andrew Garfield                 | Tom Holland                   | Tom Holland                      | Tom Holland                    |
| Richard Parker               |                   |                     |                     | Campbell Scott                | Campbell Scott                  |                               |                                  |                                |
| Pepper Potts                 |                   |                     |                     |                               |                                 | Gwyneth Paltrow               |                                  |                                |
| Rajit Ratha                  |                   |                     |                     | Irrfan Khan                   |                                 |                               |                                  |                                |
| Robbie Robertson             | Bill Nunn         | Bill Nunn           | Bill Nunn           |                               |                                 |                               |                                  |                                |
| Herman Schultz Shocker       |                   |                     |                     |                               |                                 | Bokeem Woodbine               |                                  |                                |
| General Slocum               | Stanley Anderson  |                     |                     |                               |                                 |                               |                                  |                                |
| Alistair Smythe              |                   |                     |                     |                               | B. J. Novak                     |                               |                                  |                                |
| Helen Stacy                  |                   |                     | Becky Ann Baker     | Kari Coleman                  | Kari Coleman                    |                               |                                  |                                |
| George Stacy                 |                   |                     | James Cromwell      | Denis Leary                   | Denis Leary                     |                               |                                  |                                |
| Gwen Stacy                   |                   |                     | Bryce Dallas Howard | Emma Stone                    | Emma Stone                      |                               |                                  |                                |
| Tony Stark Homem de Ferro    |                   |                     |                     |                               |                                 | Robert Downey Jr.             |                                  |                                |
| Mendel Stromm                | Ron Perkins       |                     |                     |                               |                                 |                               |                                  |                                |
| Aleksei Sytsevich Rino       |                   |                     |                     |                               | Jamie Foxx                      |                               |                                  |                                |
| Flash Thompson               | Joe Manganiello   |                     | Joe Manganiello     | Chris Zylka                   | Chris Zylka                     | Tony Revolori                 | Tony Revolori                    | Tony Revolori                  |
| Adrian Toomes Abutre         |                   |                     |                     |                               |                                 | Michael Keaton                |                                  |                                |
| Mary Jane Watson             | Kirsten Dunst     | Kirsten Dunst       | Kirsten Dunst       |                               |                                 |                               |                                  |                                |
| MJ Watson                    |                   |                     |                     |                               |                                 | Zendaya                       | Zendaya                          | Zendaya                        |